# Platyledra caldida
Platyledra caldida är en insektsart som beskrevs av Evans 1969. Platyledra caldida ingår i släktet Platyledra och familjen dvärgstritar. Inga underarter finns listade i Catalogue of Life.